# Општина Ораштиоара де Сус (Хунедоара)
Ораштиоара де Сус (рум. Orăştioara de Sus) општина је у Румунији у округу Хунедоара.
Oпштина се налази на надморској висини од 607 m.